# 2004–2005-ös szlovén labdarúgó-bajnokság (első osztály)
A PrvaLiga 2004–2005-ös szezonja volt a bajnokság 14. kiírása. A bajnokságban 12 csapat vett részt, a győztes a HIT Gorica lett.

## Végeredmény

### Felsőház
| Poz. | Csapat      | Mérk. | Gy | D  | V  | RG | KG | GK  | Pont |
| ---- | ----------- | ----- | -- | -- | -- | -- | -- | --- | ---- |
| 1    | HIT Gorica  | 32    | 18 | 11 | 3  | 49 | 23 | +26 | 65   |
| 2    | Domžale     | 32    | 14 | 10 | 8  | 48 | 36 | +12 | 52   |
| 3    | Publikum    | 32    | 16 | 4  | 12 | 47 | 28 | +19 | 52   |
| 4    | Primorje    | 32    | 12 | 10 | 10 | 37 | 30 | +7  | 46   |
| 5    | Drava Ptuj  | 32    | 12 | 10 | 10 | 40 | 36 | +4  | 46   |
| 6    | KD Olimpija | 32    | 10 | 7  | 15 | 34 | 52 | -18 | 37   |

### Alsóház
| Poz. | Csapat       | Mérk. | Gy | D  | V  | RG | KG | GK  | Pont |
| ---- | ------------ | ----- | -- | -- | -- | -- | -- | --- | ---- |
| 7    | Maribor      | 32    | 15 | 6  | 11 | 47 | 36 | +11 | 51   |
| 8    | Mura         | 32    | 11 | 11 | 10 | 43 | 39 | +4  | 44   |
| 9    | Ljubljana    | 32    | 10 | 12 | 10 | 38 | 43 | -5  | 42   |
| 10   | Bela Krajina | 32    | 9  | 10 | 13 | 31 | 44 | -13 | 37   |
| 11   | Koper        | 32    | 9  | 9  | 14 | 38 | 41 | -3  | 36   |
| 12   | Zagorje      | 32    | 2  | 8  | 22 | 18 | 62 | -44 | 14   |

|  | Bajnokok Ligája |
|  | UEFA-kupa       |
|  | Intertotó-kupa  |
|  | Kiesett         |
|  | Kizárva         |

## Külső hivatkozások
- A szléovén szövetség honlapja (szlovénül)
- A szlovén szövetség honlapja (angolul)